# Harbour Jazzband
The Harbour Jazzband is een Nederlands jazzorkest afkomstig uit Rotterdam.

## Geschiedenis
Dit Nederlandse traditionele jazzorkest werd in november 1956 in Rotterdam-Schiebroek opgericht door trompettist Jaap van Velzen. Al binnen enkele maanden nam klarinettist Ferdi Meijer, die ruim 30 jaar in het orkest zou spelen, de muzikale leiding op zich en hij wordt daarom ook wel als oprichter van de band gezien. De Harbour Jazzband is vanaf het prille begin gericht geweest op jazzmuziek gespeeld in de zogenaamde Chicagostijl. In Nederland richtten de musici zich feitelijk op de Haagse School, waarin orkesten als de Dutch Swing College Band, de Dixieland Pipers en de Down Town Jazz Band de steunpilaren waren.
Al in 1962 en 1963 reisde de band naar de Verenigde Staten. In de volgende jaren zouden nog veel reizen naar en concerten in het buitenland volgen.
De eerste groep musici waarmee een plaatopname werd gemaakt, bestond uit Harry Jamin, Karel Bonneur, Ferdi Meijer, Leo van der Kruk, Willem de Graaf, Maarten van den Dool, Ab Haverkamp en Wim van den Toorn. In 1970 volgden Wim van Zoeren, Leon Monné en Paul Beuger de eerdere lichting op: in dat jaar verscheen een single (Please Sir) alsmede een lp (Just Hot).
Met Ligthart, die ook als manager optrad, volgden reizen naar Japan, Indonesië en Thailand. In Japan was de Harbour Jazzband de eerste jazzgroep uit Europa. Ook werd weer in de Verenigde Staten en in Canada opgetreden. Een tournee in de voormalige DDR werd gevolgd door twee drieweekse trips door de voormalige Sovjet-Unie (1984 en 1987), waarbij werd opgetreden in Armenië, Oekraïne, Siberië, Estland, Letland en Litouwen.
In 1991 verliet Ligthart noodgedwongen het orkest en kwam de leiding in handen van Flip Robers. Sedert 2007 speelt de Harbour Jazzband in de stijl van Eddie Condon. In oktober 2017 maakte de band een langspeelplaat met Menno Daams op kornet, Flip Robers trombone, Hans Verheul klarinet en tenorsax, Jan Wouter Alt klarinet en baritonsax, Matthijs Willering banjo en gitaar, Ton Hameeteman piano, Ludo Deckers bas en Raymond van der Hooft drums. In 2018 wordt in diezelfde bezetting een cd opgenomen.